# تين ذهبي
تين ذهبي (الاسم العلمي:Ficus aurea) هو نوع من النباتات يتبع جنس التين من الفصيلة التوتية.